# 川上悦夫
川上 悦夫（かわかみ えつお、1950年3月24日 - ）は、日本の競走馬生産者。北海道新冠郡新冠町東泊津にある川上悦夫牧場の代表者。
日本中央競馬会 (JRA) と地方競馬全国協会 (NAR) に馬主登録を行っており、勝負服の柄は白、緑ダイヤモンド、袖緑縦縞を使用している。

## 来歴
北海道出身。
高校卒業と同時に父・川上景吉から牧場を引き継ぐ。ただし生産者名義はしばらく父のままにしていた。父は牛も手掛けていたが、馬一本に絞って経営した。
引き継ぎから19年経った1987年に生産馬が（中央競馬の）重賞で初めて優勝。1995年には生産馬マヤノトップガンらの活躍により、中央競馬の生産牧場ランキングで2位となった。

## 牧場の概要
牧場の開設は1966年。1995年時点では約80ヘクタール、2005年時点では約100ヘクタールの規模を持ち、1995年時点では約50頭、2005年時点では約40頭の繁殖牝馬が繋養されていた。
2005年には北海道沙流郡門別町（現・日高町）内にある育成場を傘下に収めた。
北海道新冠郡新冠町東泊津にある有限会社川上牧場（かわかみぼくじょう）の生産馬は、中央競馬の生産牧場ランキングにおいては悦夫の生産馬として扱われている。

## 主な生産馬
クラブ法人ブルーマネジメント（旧：荻伏オーナーズ）に毎年生産馬を提供しており、おもな活躍馬にブルーコンコルドがいる。

### 川上景吉名義
- クラウンエクシード（1987年ウインターステークス[5][4][1]）
- アンシストリー（1989年皐月賞3着[2][1]。種牡馬[2]）
- フエステイバル（1992年とちぎ大賞典）

### 川上悦夫名義
- マヤノペトリュース[2][1]（1992年シンザン記念）
- ナリタタイシン（1992年ラジオたんぱ杯3歳ステークス、1993年皐月賞[2][4][1][3]、1994年目黒記念）
- マヤノトップガン[1]（1995年菊花賞[4][3]、有馬記念[4][3]、1996年宝塚記念、1997年阪神大賞典、天皇賞（春））
- マイヨジョンヌ[2][1]（1996年新潟大賞典、福島記念、1997年新潟大賞典）
- ゴッドスピード[1]（1996年小倉3歳ステークス、府中3歳ステークス、1998年阪神障害ステークス〈春〉、京都大障害〈春〉、1999年中山大障害）
- ファヴォリート（1999年新潟ジュニアカップ）
- シリアスゲーム（2000年せきれい賞）
- ナショナルスパイ（2000年埼玉新聞杯）
- ピーエムカイザー（2000年クラウンカップ）
- ヤマノラヴリー（2000年川崎・リリーカップ）
- キヌガサダンサー（2002年日本海ダービー）
- ブルーコンコルド（2002年京王杯2歳ステークス、2005年プロキオンステークス[9]、シリウスステークス[7]、JBCスプリント、2006年黒船賞、マイルチャンピオンシップ南部杯、JBCマイル、東京大賞典、2007年かしわ記念、マイルチャンピオンシップ南部杯、2008年マイルチャンピオンシップ南部杯）
- イルバチオ（2003年アイビスサマーダッシュ）
- ユキノサンロイヤル（2005年日経賞[3]）
- コスモヴァシュラン（2009年、2010年せきれい賞、2010年OROカップ）
- ハクシンフリーダム（2009年尾張名古屋杯）
- タカオセンチュリー（2011年アフター5スター賞）
- キングサラディン（2011年高知県知事賞）
- ロクイチスマイル（2012年北斗盃）
- メイプルシスター（2023年園田FCスプリント）

### 川上牧場名義
- ステイブルライン（道営・アラブ王冠、道営・アラブ優駿、北海盃、道営・ジュニアチャンピオン、ゴールドトロフィー、福山マイラーズカップ）
- フューチャサンデー（2000年クイーンカップ[3]）
- ディーエスサンダー（2003年マーキュリーカップ）
- キングジョイ（2008年、2009年中山大障害、2008年京都ハイジャンプ、2007年京都ジャンプステークス）
- オリオンザクロノス（2008年吉野ヶ里記念）
- グランシュヴァリエ（2012年ファイナルグランプリ、高知県知事賞、2013年二十四万石賞、高知県知事賞）
- カンスタントリー（2015年新涼賞、長月賞）
- タツゴウゲキ（2017年小倉記念、新潟記念）
- クレイジーアクセル（2018年東京湾カップ、2019年ノースクイーンカップ、ビューチフルドリーマーカップ、クイーン賞）
- サクラレグナム（2018年建依別賞、2019年大高坂賞、黒潮スプリンターズカップ、御厨人窟賞、2020年大高坂賞、2021年黒潮スプリンターズカップ）
- リンゾウチャネル（2018年ジュニアグランプリ、2019年ホッカイドウ競馬3歳三冠【北斗盃、北海優駿、王冠賞】、楠賞）
- トキノパイレーツ（2019年スパーキングサマーカップ）
- トーラスジェミニ（2021年七夕賞）

## 主な繋養馬
- マイヨジョンヌ（種牡馬）
- ジュンツバサ（種牡馬）[10]
- アンフィニィ（繁殖牝馬。マイヨジョンヌの母）
- イルバチオ（繁殖牝馬）
- エビスファミリー（繁殖牝馬。ブルーコンコルドの母）[9]
- パールネツクレース（繁殖牝馬。ネヴァブションの母）[11]

## 主な所有馬
- フィニッシュライン（1991年帝冠賞、銀杯、はまなす賞、1992年はまなす賞）